# Agostino Rivarola
Agostino Rivarola (ur. 14 marca 1758 w Genui, zm. 7 listopada 1842 w Rzymie) – włoski kardynał.

## Życiorys
Urodził się 14 marca 1758 roku, jako syn Negrone Rivaroli i Marianny Cambiasi. Studiował prawo cywilne i kanoniczne w Collegio Clementino. Po studiach został sekretarzem audytorów Roty Rzymskiej i referendarzem Najwyższego Trybunału Sygnatury Apostolskiej. W 1797 roku został wydalony z Rzymu przez wojska napoleońskie i uciekł do Genui, a następnie do Parmy, gdzie poznał Piusa VI, którego bezskutecznie usiłował uwolnić. W 1807 roku został aresztowany przez Francuzów i  osadzony w Pesaro, a potem w Rimini. Po uwolnieniu udał się do rodzinnej Genui, gdzie jego brat pełnił funkcję burmistrza. W 1814 roku Pius VII mianował go delegatem apostolskim, odpowiedzialnym za przywrócenie władzy papieskiej w Rzymie. W tym samym roku został klerykiem Kamery Apostolskiej, a dwa lata później prefektem Pałacu Apostolskiego. 1 października 1817 roku został kreowany kardynałem diakonem i otrzymał diakonię Sant’Agata de’ Goti. 12 października 1819 roku przyjął święcenia diakonatu, a 5 października 1823 roku – prezbiteratu. Po przyjęciu święceń został legatem w Rawennie, a dwa lata później – wicelegatem w Forlì. Gdy w 1826 roku Leon XII ogłosił amnestię, miał miejsce zamach na życie Rivaroli (w wyniku strzału z muszkietu zginął członek delegacji kardynała). Papież powołał komisję, mającą zbadać okoliczności zamachu, pod kierownictwem Filippa Invernizziego. Dwa lata później komisja przedłożyła raport, który stwierdzał winę pięciu osób, które zostały skazane na śmierć (wyroki wykonano tego samego roku w Rawennie). W latach 1827–1833 był prefektem Kongregacji ds. Wód, a w okresie 1840–1842 – prefektem Kongregacji Dobrego Rządu. Zmarł 7 listopada 1842 roku w Rzymie.